# قورباغه جیرجیرکی
قورباغه جیرجیرکی (انگلیسی: Raorchestes parvulus) گونه‌ای از قورباغه‌های بوته‌زار است که در شرق بنگلادش، میانمار، مالزی و ویتنام زندگی می‌کند. قورباغه جیرجیرکی دوزیست بسیتر کوچکی است و طول جنس نر آن فقط ۲۳ میلی‌متر است. محل زندگی قورباغه جیرجیرکی عموماً در جنگل‌های همیشه سبز می‌باشد.